# اتوبوس دریایی ام‌وی
ام‌وی (به انگلیسی: MV Seabus) یک کشتی است که طول آن ۱۹٫۵ متر (۶۴٫۰ فوت) می‌باشد. این کشتی در سال ۲۰۰۷ ساخته شد.